# Литература Мадагаскара
Литература Мадагаскара включает в себя устное и письменное литературное искусство малагасийского народа.

## Устные литературные традиции
На Мадагаскаре сложился широкий спектр устных литературных традиций. Одной из главных художественных традиций острова является его ораторское искусство, выраженное в формах хайнтени (поэзии), кабари (публичных речей) и ухабуланы (пословиц). Эпическая поэма, иллюстрирующая эти традиции, Ибуниа передавалась на протяжении веков в нескольких различных формах по всему острову. Она предлагает понимание различных мифологий и верований традиционных малагасийских общин. В дополнение к этим художественным традициям устная история передавалась из поколения в поколение. Многие рассказы, поэмы и истории были пересказаны в музыкальной форме. Понятие поэзии в традиционных малагасийских устных литературных традициях неотделимо от песни, о чём свидетельствуют малагасийские слова для обозначения «поэмы» — тунункира и тунункалу, — которые образуются путем сочетания тунуни (слов) с хира (песней) и калу (механхолический песенный жанр).

## Ранние письменные тексты
Тайные знания различных видов, относящиеся к религиозным обрядам, фитотерапии и другим привилегированным знаниям, традиционно записывались умбиаси или умбиаса (колдунами, целителями) с использованием сурабе — арабского письма, адаптированного для транскрипции малагасийского языка. Оно было принесено арабскими мореплавателями между VII и X веками н.э. Эти самые ранние письменные тексты были созданы для эксклюзивного пользования умбиаси и не были широко распространены. Малагасийские монархи обычно держали советников-умбиаси и время от времени приобретали умение читать и писать на сурабе, и, возможно, использовали его для более широкого круга целей, однако к настоящему времени об этом сохранилось мало документов.

## Литература Мадагаскара в XX веке
Письменное, вдохновленное Западом литературное искусство развивалось на Мадагаскаре вскоре после колонизации, с его первоначальным появлением в период 1906—1938 годов, который можно разделить на четыре фазы. Первая фаза известна как Миана-маминдра (обучение ходьбе) на малагасийском языке и продолжалась с 1906—1914 годов. В это время первая волна авторов начала писать стихи, романы и журналы в европейском стиле. В соответствии с французским разделением церкви и государства, эти авторы идентифицировали себя как мпину («верующие»), которые были вдохновлены религиозными темами, и циа мпину («неверующие»), которые были вдохновлены больше своим воображением. Многие из этих художников были членами Ви Вату Сакелика («Братство Железа и Камня», буквально «Железо, Камень, Ответвление»), тайной культурной организации с националистической программой. Раскрытие французской администрацией намерений группы и последующее суровое преследование многих её членов (арестовано 223 человека, вынесен 41 приговор к тюремному заключению, в том числе 8 пожизненно) создали настоящий разрыв в развитии литературы на острове с 1915 по 1922 год. На втором этапе, с 1922 по 1929 год, авторы исследовали малагасийские темы эмбуна си ханина («ностальгия»). За этим последовала третья фаза, 1929—1932, сфокусированная на теме ни ласа («возвращение к истокам»). Четвёртый этап, митади ни вери («поиск утраченного»), начался в 1932 году. Эти темы иллюстрируют более широкую тему утраты идентичности, отчуждения и ностальгии по прошлому, возникшую в результате колонизации. За ними последовала в 1934—1938 годах тема возвращения идентичности хита ни вери («потерянное найдено»).
Авторы, писавшие на протяжении всего периода 1906—1938 годов, известны на Мадагаскаре двумя терминами: мпануратра закини (старейшины), главным образом родившиеся при бывшей монархии мерина, и мпанeратра зандрин (младшие), которые родились при французской администрации и обычно были вынуждены восстанавливать и праздновать прошлое до колонизации.
Первый современный африканский поэт из племени мерина Жан-Жозеф Рабеаривелу (1901 или 1903—1937), прославился тем, что смешал сюрреалистические, романтические и модернистские поэтические формы с элементами традиционного малагасийского ораторского искусства, а также своим самоубийством (отравление цианистым калием) в 1937 году. Рабеаривелу также был одним из первых, кто опубликовал исторические романы и написал единственную тогда оперу в западном стиле на Мадагаскаре. Это смешение западного и традиционного влияния в литературном искусстве было продолжено такими авторами, как Эли Радзаунарисон, образец новой волны малагасийской поэзии. Среди других известных поэтов — Жак Рабеманандзара, Пьер Рандрианарисуа, Жорж Андриаманантена (Раду), Жан Верди Саломон Разакандрайна (Докс) и другие. Среди ведущих авторов — Жан-Люк Рахариманана, Мишель Ракутусон, Кларис Рацифандрихаманана, Давид Дзаумануру, Сулуфу Рандриандза, Эмильсон Даниэль Андриамалала и Селестен Андриаманантена. Ряд малагасийских художников, таких как карикатурист Ансельм Разафиндрайнибе (1956—2011), были известны как авторы комиксов.
Почти все малагасийские литературные деятели уделяли большое внимание пропаганде и прославлению красоты и многогранности малагасийского языка, а также богатства малагасийских устных традиций.

## Мадагаскарские литературные деятели
- Жак Рабеманандзара[7]
- Жан Жозеф Рабеаривелу
- Эстер Нирина
- Пьер Рандрианарисуа
- Жорж Андриаманантена (Раду)
- Жан Верди Саломон Разакандрайна (Докс)
- Жан-Люк Рахариманана
- Кларис Рацифандрихаманана
- Давид Дзаумануру
- Сулуфу Рандриандза
- Эмильсон Даниэль Андриамалала
- Селестин Андриаманантена
- Ансельм Разафиндрайнибе
- Эли Радзаунарисон